# Хутір-Мокляки
Хутір-Мокляки — село в Україні, у Ємільчинській селищній територіальній громаді Звягельського району Житомирської області. Населення становить 495 осіб (2001).

## Історія
Колишня назва — Хутір-Мокляківський, село Емільчинської волості Новоград-Волинського повіту Волинської губернії. Відстань від повітового міста 46 верст, від волості 7. Дворів 106, мешканців 668.
У 1941—54 роках — адміністративний центр колишньої Хуторо-Мокляківської сільської ради Ємільчинського району.

## Видатні люди
- Ширма Володимир Васильович (1962—2024) — Голова Житомирської обласної ради.